# Buzuq
El buzuq (àrab: بزق, buzuq, també transliterat bozuq, bouzouk o buzuk) és un llaüt de coll llarg relacionat amb el busuqui grec i el saz turc. És un instrument de corda pinçada essencial en el repertori dels germans Rahbani, però que no està classificat entre els instruments clàssics de la música àrab o turca. No obstant això, aquest instrument es pot considerar com un parent més gran i de tons més profunds del saz, amb el qual es podria comparar de la mateixa manera que la viola amb el violí en la música occidental. Abans que els Rahbani popularitzessin l'ús d'aquest instrument, el buzuq s'havia associat amb la música del Líban i Síria.
A diferència de l'ud, sense trasts i de coll curt, el buzuq té un coll més llarg, un cos més petit i uns trasts lligats al coll que es poden moure per produir els intervals microtonals utilitzats en molts maqamat («modes musicals»). Normalment, està equipat amb dos cursos de cordes metàl·liques que es toquen amb un plectre, oferint una ressonància metàl·lica però lírica. Alguns instruments tenen tres cursos i fins a set cordes en total.
El nom de l'instrument pot provenir del turc bozuk (‘trencat’ o ‘desordenat’), i fer referència a bozuk düzen bağlama, una afinació del saz turc. Una altra teoria sobre l'origen del nom és que prové de l'expressió persa tanbur e bozorg, que significa ‘un gran llaüt estil tanbur’.